# Dorothy Stowe
Dorothy Anne Stowe (de soltera Rabinowitz; 22 de diciembre de 1920 - 23 de julio de 2010) era una activista social y ecologista canadiense nacida en Estados Unidos. Fue cofundadora de Greenpeace.

## Vida y ecologismo
Stowe nació en Providence, Rhode Island, en una familia de origen judío. En su etapa universitaria, organizó y se desempeñó como la primera presidenta de un local de trabajadores sociales de la Federación Americana de Empleados Estatales, Municipales y del Condado. A pesar de ser nombrada como comunista por el gobernador, consiguió para sus trabajadores un 33% aumento de sueldo.
En 1953, Stowe se casó con Irving Strasmich. La pareja se convirtieron en Cuáqueros y cambiaron su apellido a Stowe en honor de Harriet Beecher Stowe, una abolicionista pionera y autora significativa. La pareja tuvo dos hijos, Robert (nacido en 1955) y Barbara (nacida en 1956). En 1961, la familia se trasladó a Nueva Zelanda para evitar apoyar con sus impuestos las políticas del gobierno americano. Cuando Francia inició unas pruebas nucleares en Polynesia, los Stowes se trasladaron a Vancouver, Columbia Británica, Canadá.
En 1968, con Jim y Mary Bohlen, los Stowes fundaron un grupo llamado Don't Make a Wave Committee por las pruebas de bombas nucleares estadounidenses anunciadas en la isla de Amchitka en Alaska. Alquilaron un barco de pesca llamado Phyllis Cormack y rebautizado como Greenpeace para navegar hasta la isla. El barco permaneció retenido por la Guardia Costera de Estados Unidos y no pudieron llegar a su objetivo, pero la publicidad que provocó ayudó a conseguir la anulación de las pruebas nucleares. En 1972, Stowe y los otras y otras cofundadoras cambiaron el nombre de su grupo a Greenpeace. Aunque Dorothy, como las otras mujeres co-fundadoras, no tuvo un lugar tan visible como los hombres fundadores de Greenpeace, tuvo un intenso trabajo tras la escena para crear la movilización que consiguió el éxito. En 2005, cuando el grupo de rock irlandés U2 tocó en un concierto en Vancouver, invitaron a Stowe, y Bono le dedicó a Dorothy la canción "Original of the Specias".
Stowe Murió en Vancouver en el UBC Hospital el 23 de  julio  de 2010, a la edad de 89 años. Su muerte llegó pocas semanas después de la muerte de su amigo y cofundador de Greenpeace Jim Bohlen. Dorothy Stowe Su marido Irving, falleció de cáncer mucho antes que ella, en 1974.